# Northern Cambria
Northern Cambria è una borough degli Stati Uniti d'America, nella contea di Cambria nello Stato della Pennsylvania. Secondo il censimento del 2000 la popolazione è di 4.199 abitanti.

## Società

### Evoluzione demografica
La composizione etnica vede una maggioranza di quella bianca (99,31%), seguita dagli asiatici (0,24%) dati del 2000.
| borough di Northern Cambria Popolazione |       |
| 2000                                    | 4.199 |
| Previsione al 2009                      | 3.885 |